# Pierre de Lambert (évêque de Caserte)
Pour les articles homonymes, voir Pierre de Lambert.
Pierre (de) Lambert (en italien Pietro Lamberti), dit l'aîné, mort en 1541, est un ecclésiastique, évêque de Caserte, de la première moitié du XVIe siècle. 

## Biographie

### Origines
Pierre de Lambert naît probablement à Chambéry, au début du XVIe siècle, ancienne capitale du duché de Savoie. Il est issu d'une vieille famille de la bourgeoisie de Chambéry. Son père, Spectable Philibert Lambert, est receveur à la Chambre des comptes de Savoie, membre de la secrétairerie ducale (1437-1462), permettant à la cette branche aînée d'être anoblie. L'oncle, Pierre, a été seigneur de La Croix, chevalier, ambassadeur, conseiller et président de la Chambre des Comptes.
Philibert Lambert avait épousé Philippine Lottier/Loctier, fille de Noble Thomas Loctier de Moûtiers. Parmi ses frères,, : son frère cadet, Pierre, chanoine de Genève, puis évêque de Maurienne (1567-1591) ; Hector, conseiller d'Etat et capitaine du château de Chambéry et François, évêque de Nice (1549-1582).
Pierre doit son surnom d'aîné pour le distinguer de son frère cadet qui porte le même prénom. Le lien de parenté entre les deux frères est notamment donné dans l'épitaphe de son mausolée.
Sa famille est liée à celle des Milliet.

Les armes de la famille Lambert se blasonne ainsi : « d'argent au pal d'azur chargé d'une croix, d'or anglée de rayons de même ».

### Carrière ecclésiastique
Pierre de Lambert se rend à Rome, comme ses frères, pour terminer ses études. Il se fait remarquer et le pape Clément VII et le nomme premier abréviateur à la Chancellerie apostolique, puis référendaire des deux signatures et enfin préfet du Tribunal suprême de la Rote.
Il est nommé évêque de Caserte, le 10 février 1533.
Il obtient plusieurs bénéfices. Obtenant la plébainie de La Roche, en 1535, il obtient du pape Paul III, par bulle du 7 des Kalendes de février 1536, l'érection de cette église en collégiale.
Pierre de Lambert meurt, en 1541, à Rome. Son corps est inhumé dans la basilique Sainte-Marie-Majeure. Un tombeau en marbre est érigé, avec une statue le représentant, ses armoiries et ainsi qu'une épitaphe.